# Druhotné tloustnutí

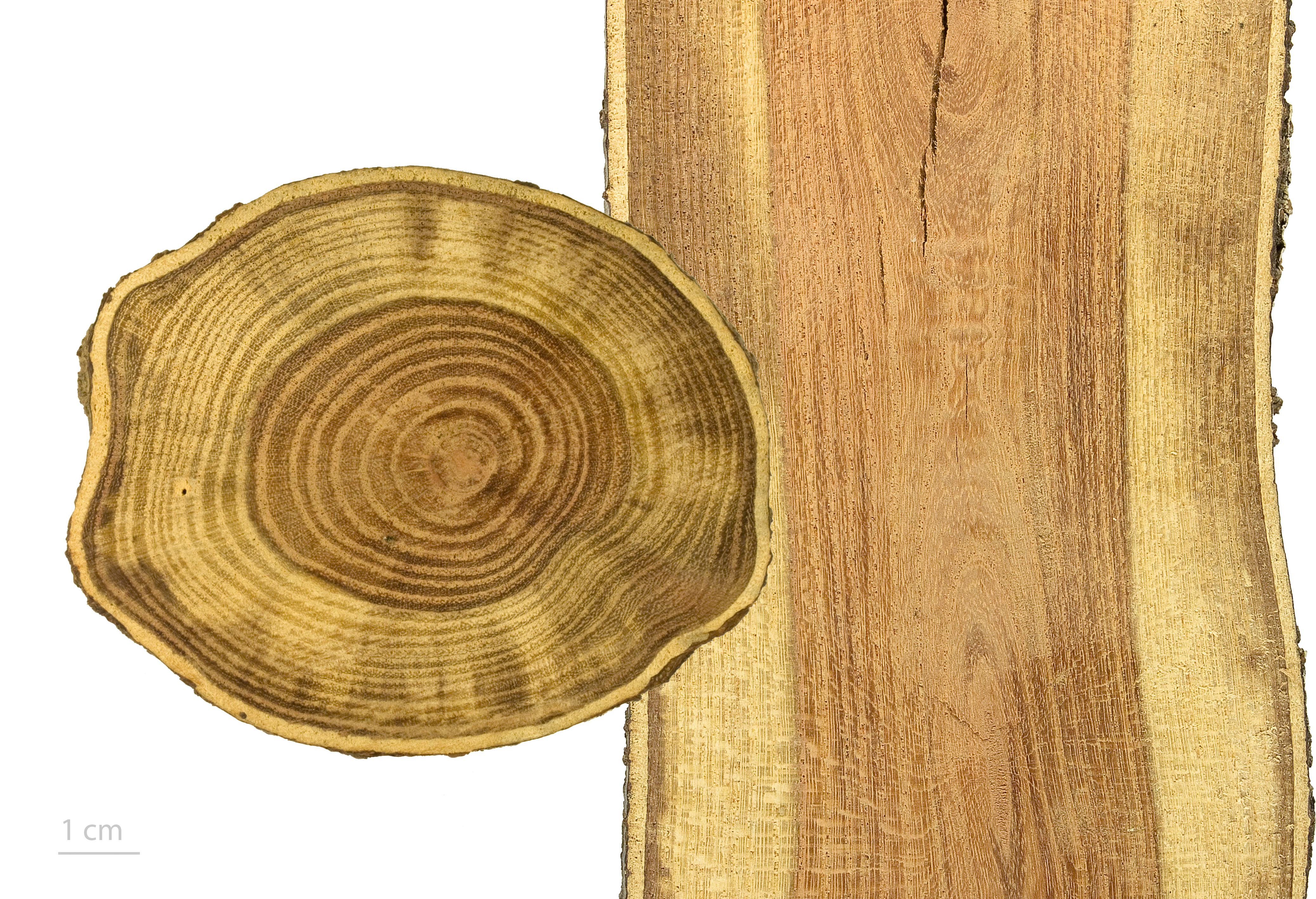
druhotné tloustnutí umožňuje růst rostlin "do šířky"

Sekundární tloustnutí stonku, též druhotné tloustnutí je v botanice růst, který je výsledkem buněčného dělení v kambiu nebo laterálních meristémech a který způsobuje ztluštění stonků a kořenů. Sekundární tloustnutí stonku je typické pro nahosemenné a dvouděložné rostliny a pro mnoho skupin fosilních rostlin.
U jednoděložných rostlin k sekundárnímu tloustnutí stonku obvykle nedochází. Pouze u některých jednoděložných dochází k atypickému sekudnárnímu tloustnutí na jiném principu, nebo jde o projev primárního tloustnutí.
dřeviny, tj. například stromy a jiné vytrvalé rostliny, během růstu vytvářejí druhotná dělivá pletiva - kambium a felogen, jejichž působením vznikají každoročně nové vrstvy dřeva, lýka, kůry a korku. Tím stonek (kmen, větve) postupně tloustne.

## Kambiální válec
V prvním roce růstu se mezi primárními cévními svazky objevuje nové, tzv. mezisvazkové kambium, které vytvoří souvislý válec oddělující primární xylém a primární floém. Kambium následně vytváří nová (sekundární) vodivá pletiva: dřevo (sekundární xylém) směrem ke středu stonku a lýko (sekundární floém) směrem k obvodu stonku.

## Letokruhy
Letokruhy jsou soustředěné kruhy, které je možno vidět na řezu starší rostlinou, např. na pařezu. Každý kruh je roční přírůstek xylému a má dvě oblasti - jarní dřevo a letní dřevo. Měkké jarní dřevo roste rychle na počátku vegetačního období a má velké mezibuněčné prostory. Tvrdší letní dřevo vzniká později a jeho buňky jsou hustěji uspořádané.
Stejně tak vzniká každoročně nová vrstva lýka, letokruhy však v lýku nejsou patrné.

## Atypické tloustnutí stonku
Jednoděložné rostliny mají uzavřené cévní svazky, nevytvářejí tedy kambium, proto u nich nedochází k sekundárnímu tloustnutí. Zvětšování objemu stonku u některých jednoděložných (arekovité, dračinec, dračinka, juka, žlutokap) je založeno na jiných principech. Při atypickém tloustnutí stonku nevznikají letokruhy.
Například stonek palmy tloustne, protože se zvětšuje množství parenchymatických buněk a cévních svazků, jde o projev primárního tloustnutí. Některé jiné druhy (agáve, dračinec, juka) vytvářejí blízko vnějšího okraje stonku válcovou meristematickou zónu (obdobu kambia), ta však vytváří směrem ke středu stonku nové uzavřené cevní svazky a mezisvazkový parenchym a směrem vně tenkou vrstvu kůry. Další druhy zvětšují průměr v důsledku aktivity primárního zahušťujícího meristému, který je odvozen od apikálního meristému.